# ロス・アトキンス (野球)
ダノン・ロス・アトキンス（Dannon Ross Atkins, 1973年8月7日 - ）は、アメリカ合衆国ノースカロライナ州ギルフォード郡グリーンズボロ出身の元プロ野球選手（投手）。右投右打。現在は、MLB・トロント・ブルージェイズのゼネラルマネージャー （GM）（2015年12月 - ）。

## 経歴

### プロ入り前
ウェイクフォレスト大学在学時の1994年、MLBドラフト69巡目（全体1615位）でフロリダ・マーリンズから指名されたが、この時は契約しなかった。

### 現役時代
1995年のMLBドラフト38巡目（全体1062位）でクリーブランド・インディアンスから指名され、プロ入り。現役時代はAA級に到達したのが最高クラスで、メジャー経験は無いまま、1999年に引退した。

### 引退後
2001年からはインディアンスのフロント入りし、選手育成やラテンアメリカ運営の部門での仕事に従事してきた。2006年には選手育成部門主任（ディレクター）
、2014年オフには選手人事部門担当責任者へと昇進していった。
2015年10月31日、インディアンスでの上司であり、この年の8月に一足早くトロント・ブルージェイズの球団社長兼CEOに就任していたマーク・シャパイロに請われて同球団へ移籍した。さらに12月にはGMへの就任が発表された。